# European Tour 2012/2013 – Turniej 3
European Tour 2012/2013 – Turniej 3 − ósmy turniej snookerowy wchodzący w skład cyklu Players Tour Championship w sezonie 2012/2013. Turniej ten rozegrany został w dniach 17-21 października 2012 w Lotto Arena w mieście Antwerpia w Belgii.
W finale turnieju zwyciężył Mark Allen, który pokonał Marka Selby’ego 4−1.

## Nagrody i punkty rankingowe
Ta sekcja zostanie uzupełniona w najbliższym czasie

## Drabinka turniejowa
Ta sekcja zostanie uzupełniona w najbliższym czasie

## Finał
Ta sekcja zostanie uzupełniona w najbliższym czasie

## Breaki stupunktowe turnieju
Ta sekcja zostanie uzupełniona w najbliższym czasie